# بريان براون
بريان براون (بالإنجليزية: Bryan Brown)‏ (و. 1947 – م) هو ممثل، من أستراليا، ولد في سيدني.

## وصلات خارجية
- بريان براون على موقع IMDb (الإنجليزية)
- بريان براون على موقع روتن توميتوز (الإنجليزية)
- بريان براون على موقع ألو سيني (الفرنسية)
- بريان براون على موقع أول موفي (الإنجليزية)
- بريان براون على موقع قاعدة بيانات الأفلام السويدية (السويدية)
- بريان براون على موقع إن إن دي بي (الإنجليزية)
- بريان براون على موقع قاعدة بيانات الفيلم (الإنجليزية)
- بريان براون على موقع كينوبويسك (الروسية)